# Todos tenemos un plan
Todos tenemos un plan és una pel·lícula argentina dirigida per Ana Piterbarg que es va filmar a Buenos Aires durant el 2011 i es va estrenar a Argentina el 30 d'agost del 2012 i el 7 de setembre a Espanya. Es tracta d'un thriller amb una mica de drama protagonitzat per Viggo Mortensen, Soledad Villamil i Daniel Fanego i produïda per Axel Kuschevatzky i els productors de El secreto de sus ojos, la pel·lícula argentina guanyadora de l'Oscar a la millor pel·lícula de parla no anglesa.

## Argument
L'Agustín (Viggo Mortensen) és un home desesperat per abandonar el que gradualment s'ha convertit en una frustrant existència després de viure durant anys a Buenos Aires. Després de la mort de Pedro (Viggo Mortensen) el seu germà bessó, Agustín es disposa a començar una nova vida assumint la identitat de Pedro i retornant a la misteriosa regió del Delta del Paraná, on va transcórrer la infància de tots dos germans. No obstant això, poc temps després del seu retorn, l'Agustín es veu involuntàriament implicat en el perillós món criminal del qual el seu germà havia format part.

## Repartiment

### Personatges principals
- Viggo Mortensen... Agustín / Pedro
- Soledad Villamil ...Claudia
- Daniel Fanego ... Adrián
- Javier Godino ... Rubén
- Sofia Gal·la Castiglione ... Rosa

### Personatges secundaris
- Oscar Alegre ...Amadeo Mendizábal
- Carolina Román
- Joaquín Daniel
- Sergio Boris... Francisco Mendizábal
- Alberto Ajaka ... Fernando Mendizábal